# He Touched Me
Albums de Elvis Presley
Elvis Now
(1972) As Recorded at Madison Square Garden
(1972)
He Touched Me est un album d'Elvis Presley sorti en avril 1972. Cet album de musique chrétienne contemporaine, le troisième du chanteur après His Hand in Mine (1960) et How Great Thou Art (1967), remporte un Grammy dans la catégorie « Best Inspirational Performance » lors de la 15e cérémonie des Grammy Awards.

## Titres

### Face 1
1. He Touched Me (Bill Gaither) – 2:40
2. I've Got Confidence (Andraé Crouch) – 2:23
3. Amazing Grace (John Newton arr. Elvis Presley) – 3:36
4. Seeing Is Believing (Red West, Glen Spreen) – 2:55
5. He Is My Everything (Dallas Frazier) – 2:42
6. Bosom of Abraham (William Johnson, George McFadden, Phillip Brooks) – 1:37

### Face 2
1. An Evening Prayer (C. Gabriel Battersby, Charles H. Gabriel) – 1:56
2. Lead Me, Guide Me (Doris Akers) – 2:42
3. There Is No God but God (Bill Kenny) – 2:21
4. A Thing Called Love (Jerry Reed) – 2:27
5. I, John (William Johnson, George McFadden, Phillip Brooks) – 2:18
6. Reach Out to Jesus (Ralph Carmichael) – 3:13

## Musiciens
- Elvis Presley : chant, guitare
- James Burton, Joe Esposito, Charlie Hodge, Chip Young : guitare
- Norbert Putnam : basse
- Kenny Buttrey, Jerry Carrigan : batterie
- David Briggs, Charlie McCoy, Joe Moscheo : piano, orgue
- The Imperials, Ginger Holladay, Mary Holladay, Millie Kirkham, Sonja Montgomery, June Page, Temple Riser : chœurs